# Habitation Thomas
L'habitation Thomas ou Habitation-Caféière Thomas-L'Hermitage est une ancienne plantation coloniale située au lieu-dit du Morne Surelle, à Bouillante, sur l'île de Basse-Terre, dans le département de la Guadeloupe, en France. Bâtie vers 1900, la maison de maître de la plantation est inscrite aux monuments historiques en 2004.

## Historique
Les terres des hauteurs de Thomas sont exploitées depuis le milieu du XIXe siècle. L'habitation est attestée vers 1875 mais est reconstruite dans les années 1920. Agrandie, elle est constituée d'une pièce centrale entourée par d'autres pièces qui sont elles-mêmes englobées dans une galerie. Dans les années 1980, elle est réaménagée et au début des années 2020 restaurée.

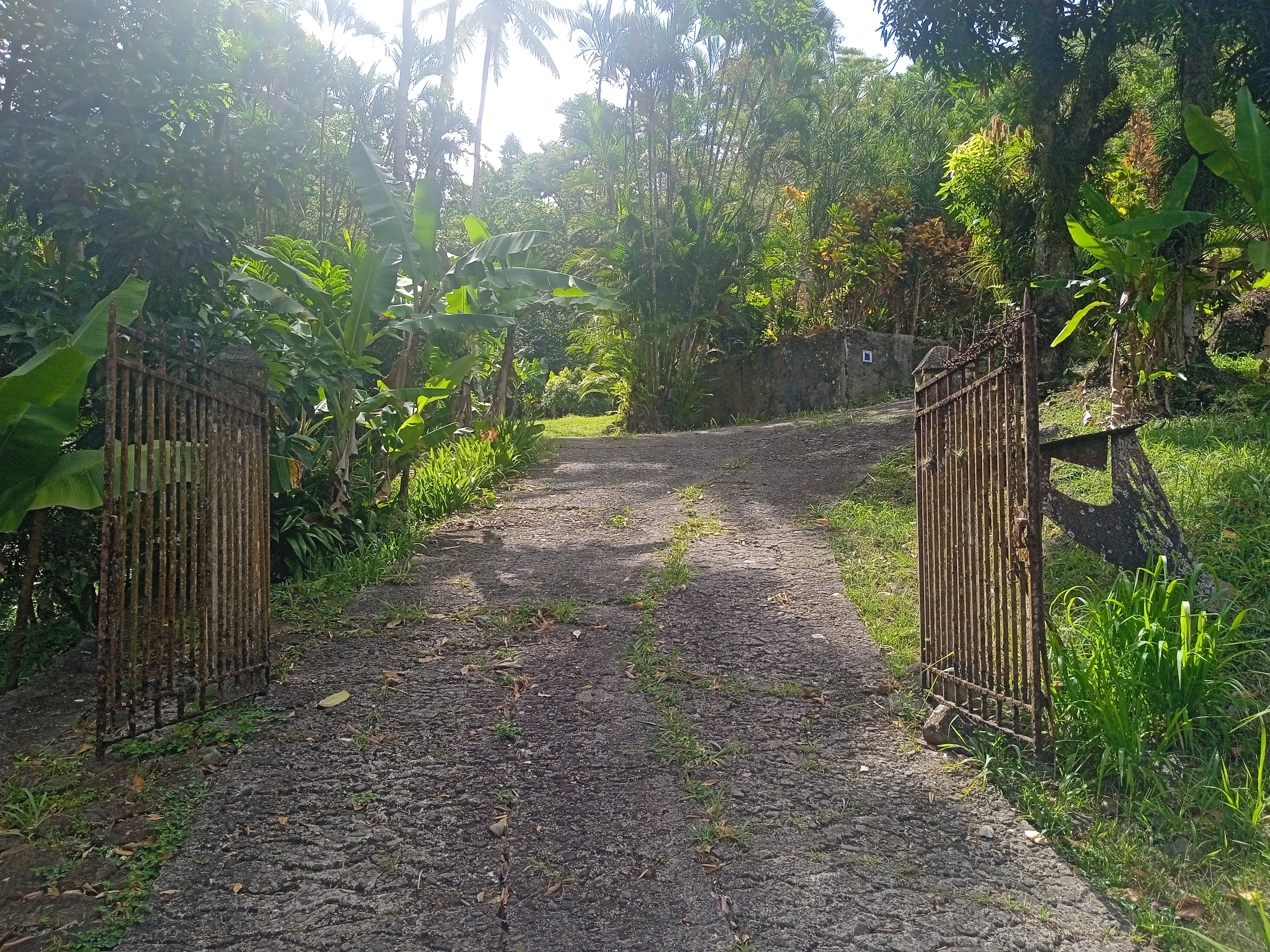
Entrée de l'habitation Thomas.
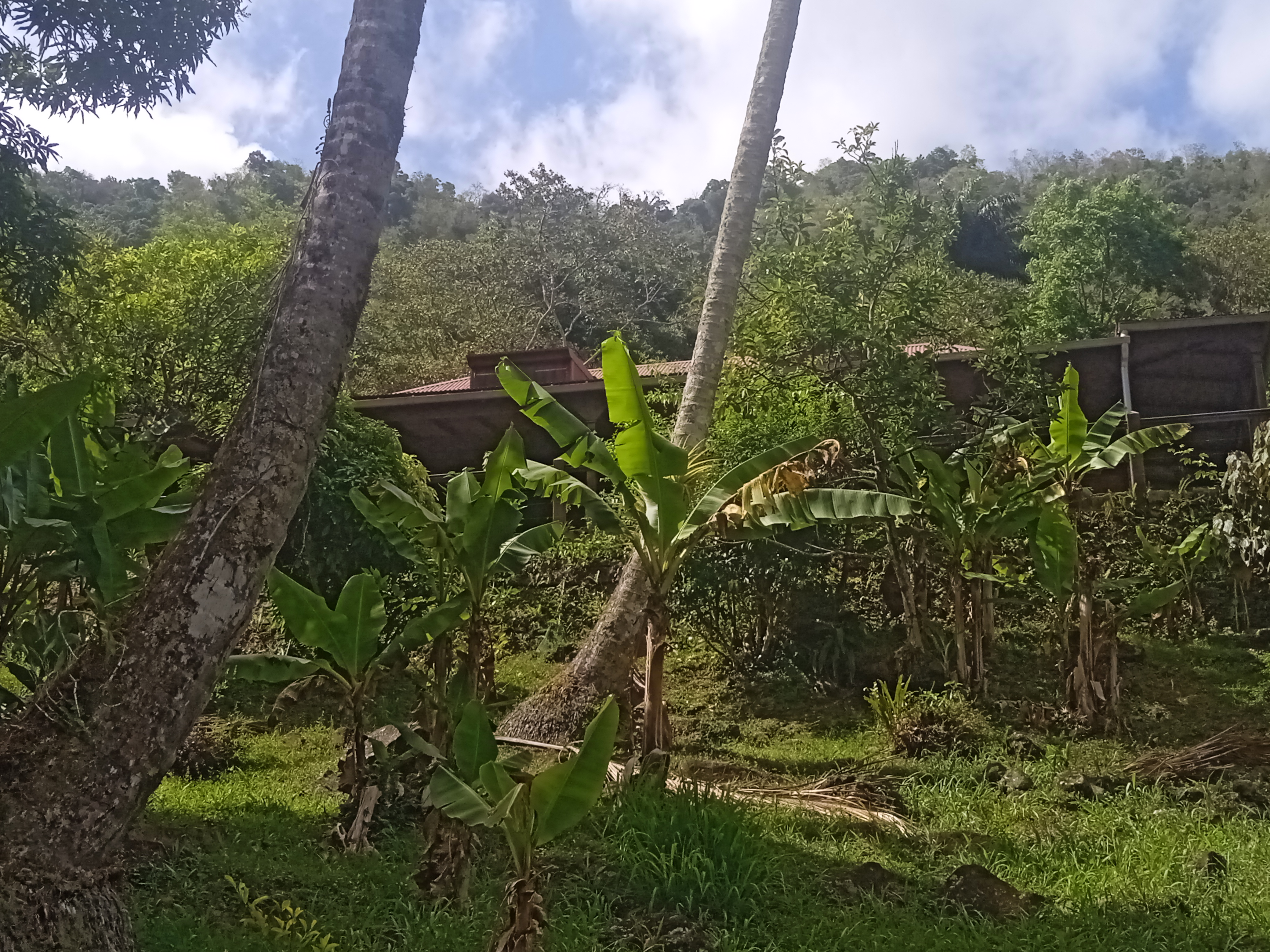
Paysage autour de l'habitation Thomas.
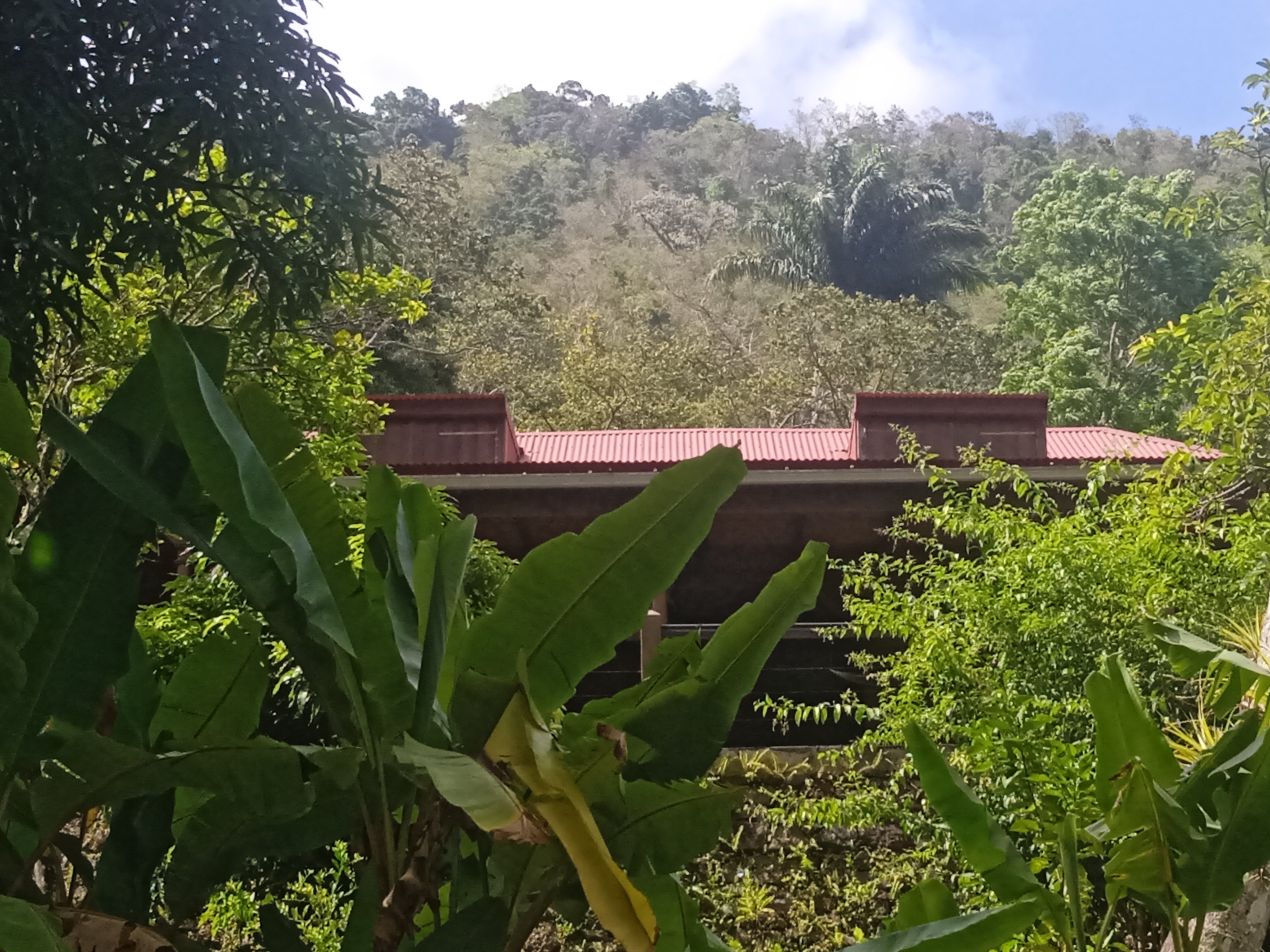
Façade.
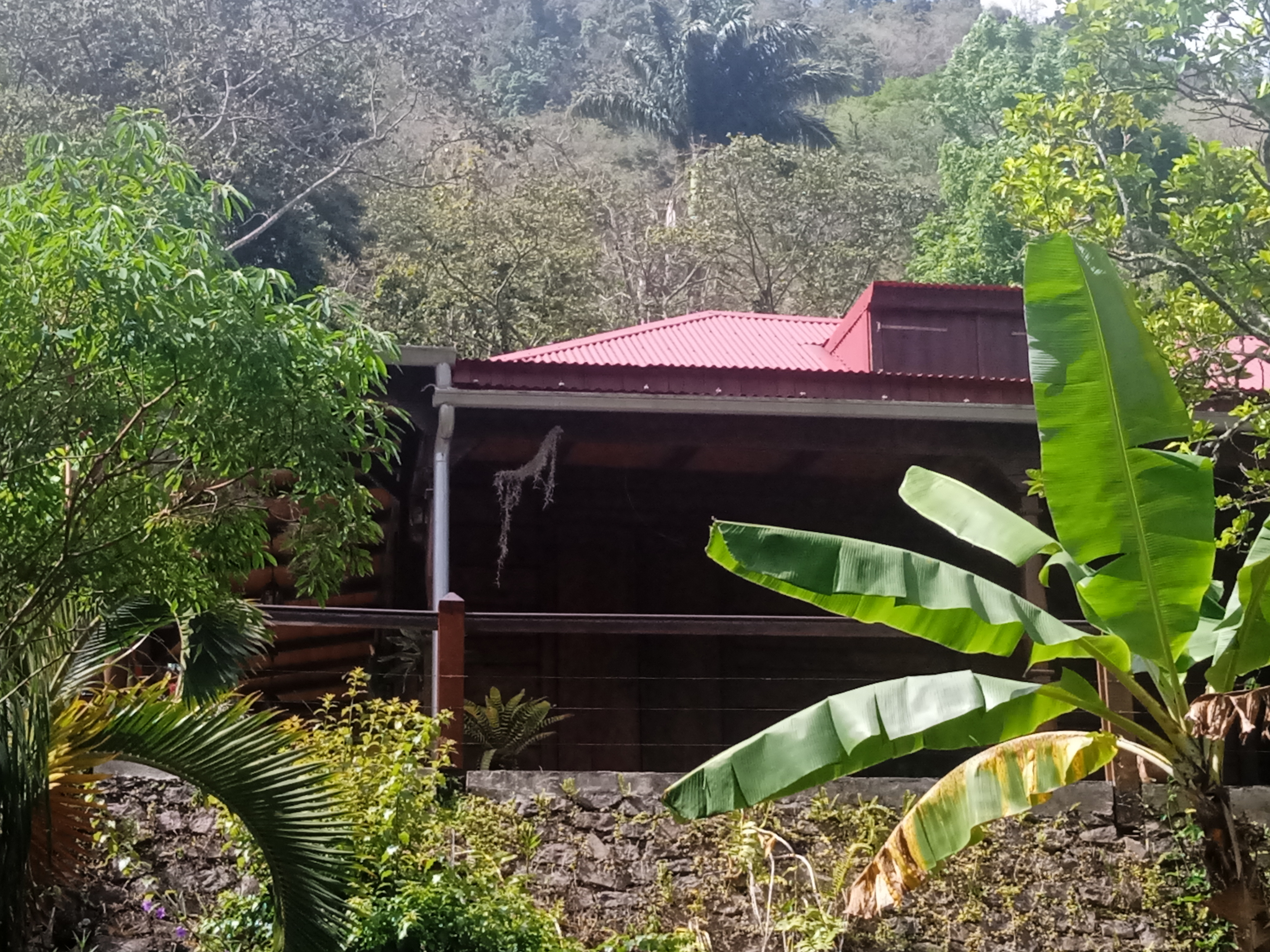
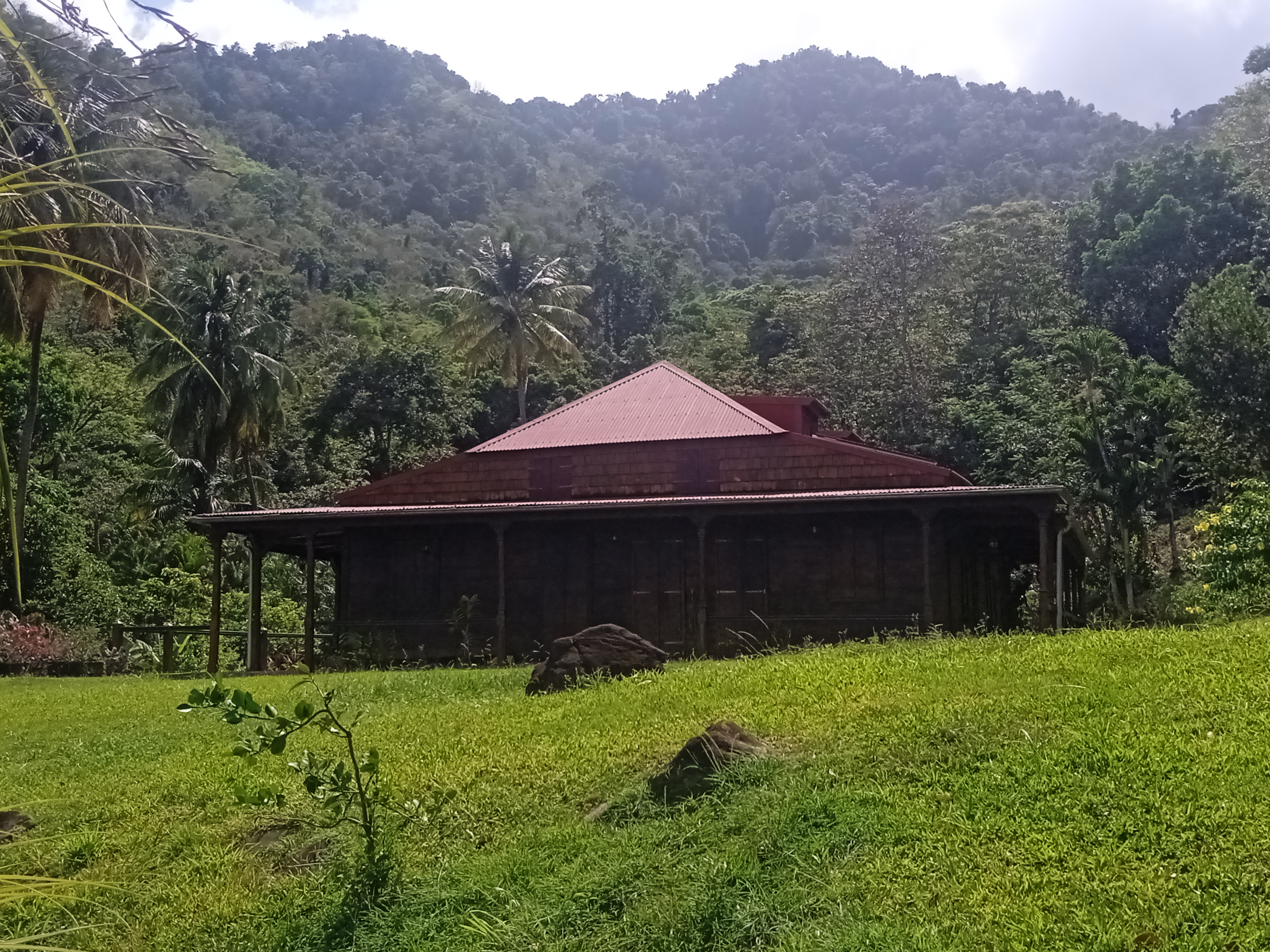
Vue générale.